# Biało-Czerwone Iskry
Biało-Czerwone Iskry – zespół akrobacyjny lotnictwa polskiego, latający na samolotach TS-11 „Iskra” MR.

## Historia

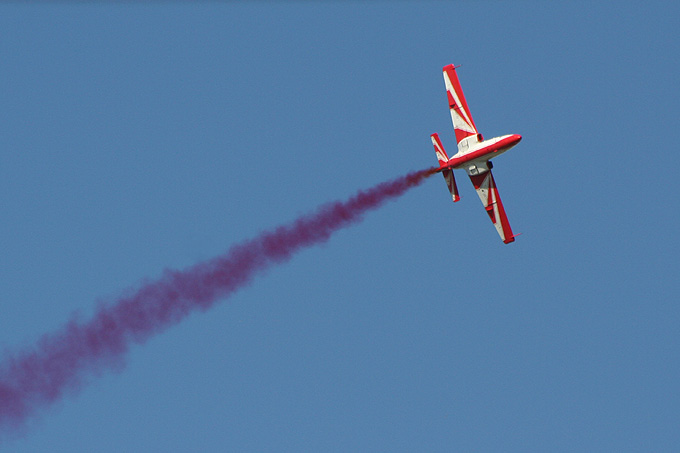
Iskra z zespołu wykonuje akrobację z użyciem zasobnika smugowego

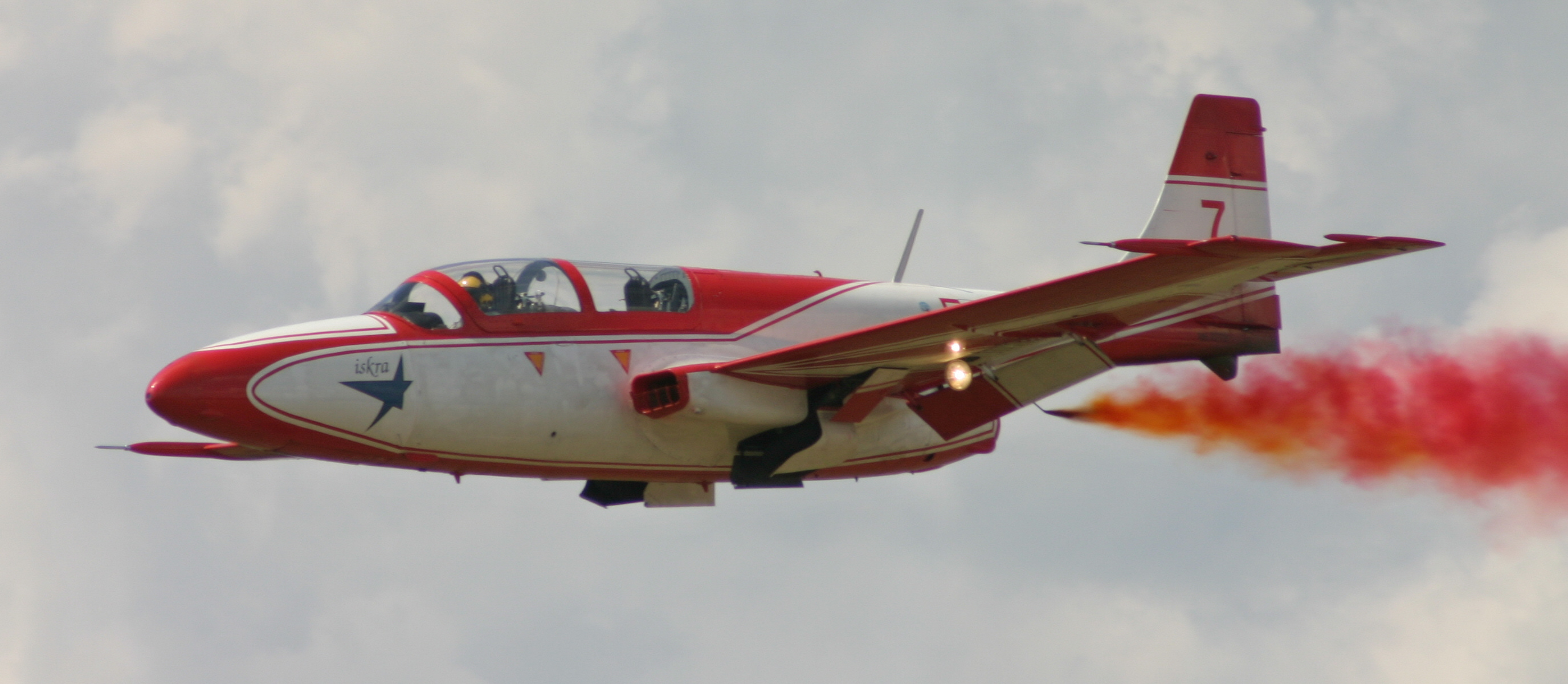
Iskra z zespołu wykonuje akrobację z użyciem zasobnika smugowego

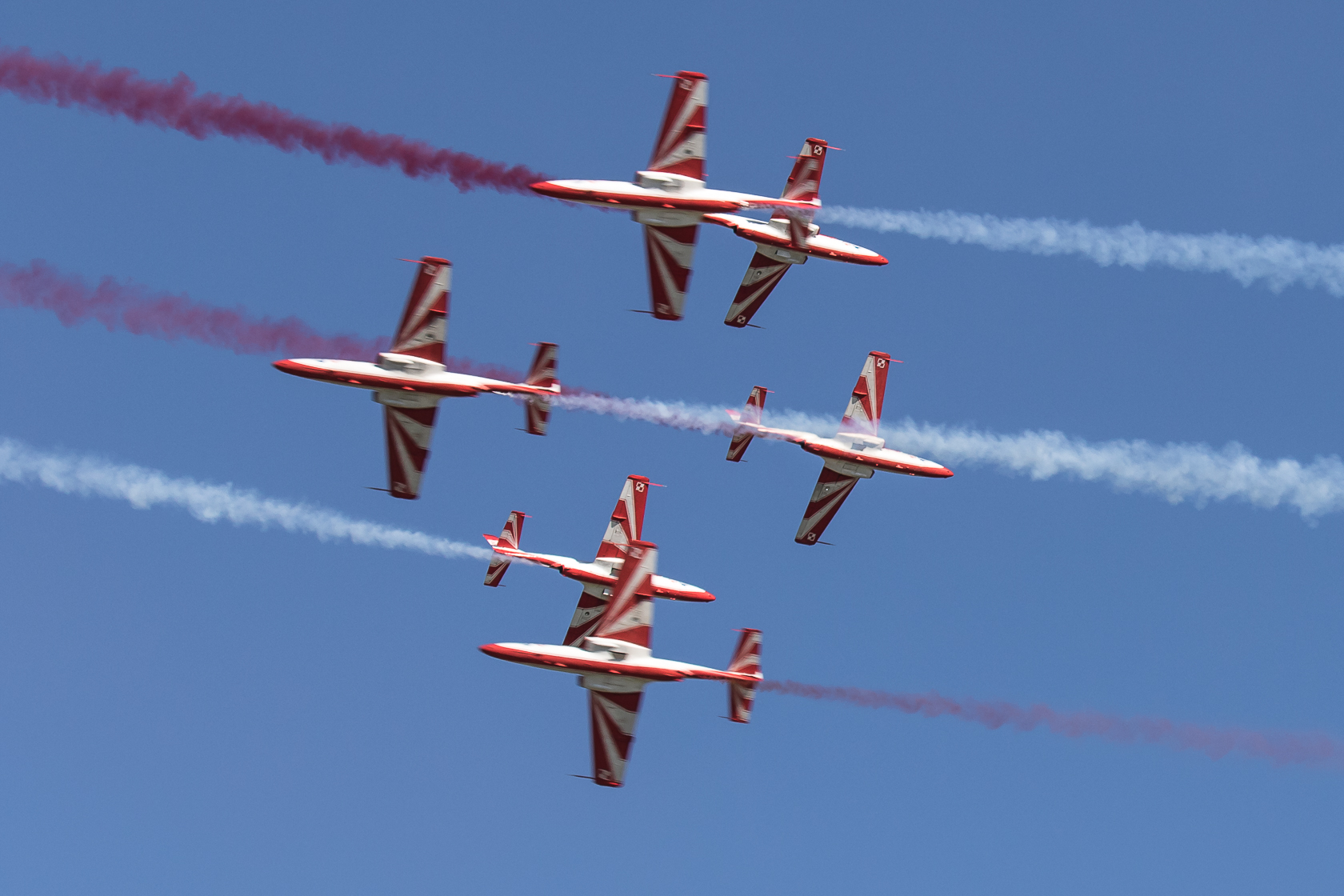
Zespół podczas akrobacji

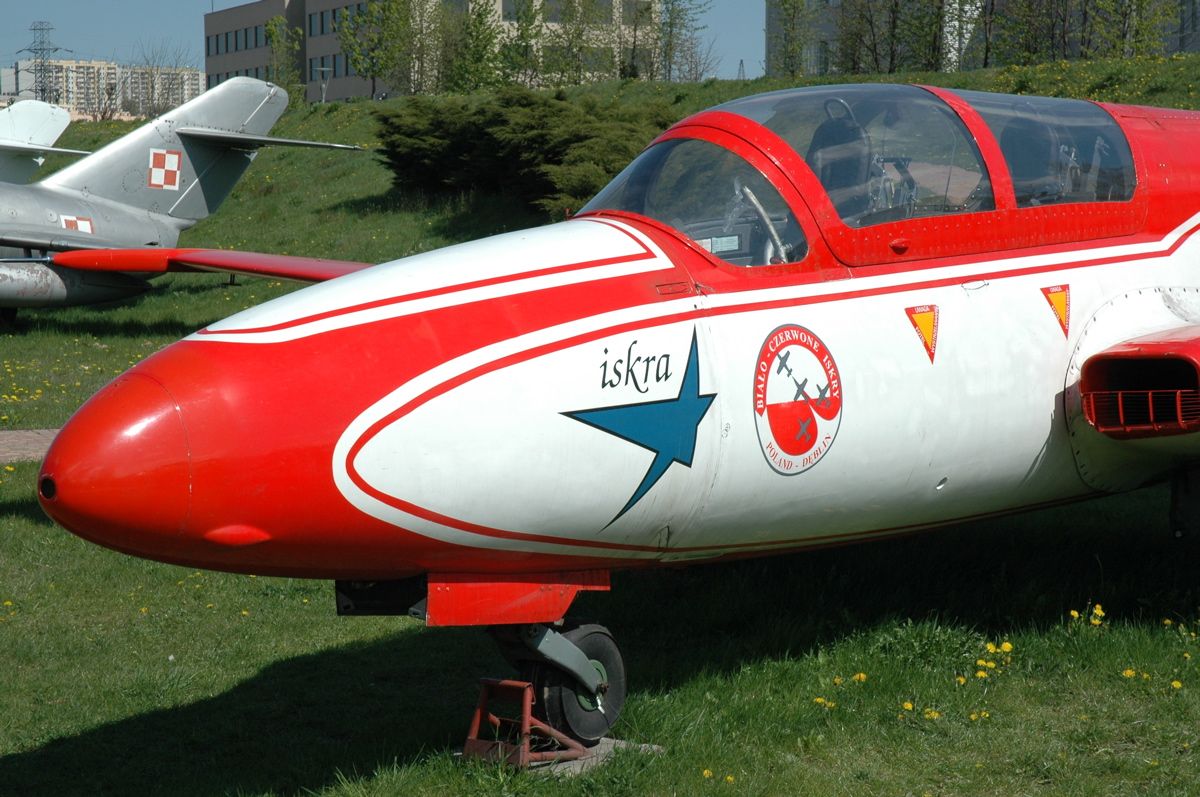
TS-11 Iskra 1H 0730 „Czerwona 1” w Muzeum Lotnictwa Polskiego w Krakowie

Zespół „Biało-Czerwone Iskry” został utworzony w 1969 roku w 60 Lotniczym Pułku Szkolnym w Radomiu. Nosił on wówczas nazwę „Rombik” i tworzyły go 4 samoloty TS-11 „Iskra”. Pierwszymi pilotami zespołu byli: kpt. pil. Janusz Łodziński (prowadzący), kpt. pil. Edmund Wujec (prawy prowadzony), kpt. pil. Kazimierz Kuźniar (lewy prowadzony) i kpt. pil. Jan Karpiński (zamykający). 
W 1991 roku nazwa zespołu została zmieniona na „Zespół Akrobacyjny Iskry”, a samoloty zostały przemalowane w barwy narodowe według projektu ppłk. pil. inż. Ireneusza Fibingiera. W 2000 roku, w związku z reorganizacją polskiego lotnictwa, zespół został przeniesiony do 1 Ośrodka Szkolenia Lotniczego w Dęblinie. Zostały także zmienione logo i nazwa zespołu – na „Biało-Czerwone Iskry”.
Na początku 2007 r. samolot TS-11 Iskra 1H 0730 znany jako „Czerwona 1” pilotowana przez dowódcę zespołu, po wylataniu resursu, został przekazany decyzją MON do zbiorów Muzeum Lotnictwa Polskiego.
„Biało-Czerwone Iskry” zakończyły działalność 27 lipca 2022 r. z powodu wyczerpania resursów samolotów TS-11.